# Rhacocleis ferdinandi
Rhacocleis ferdinandi är en insektsart som beskrevs av Willemse, L.P.M. och Tilmans 1987. Rhacocleis ferdinandi ingår i släktet Rhacocleis och familjen vårtbitare. Inga underarter finns listade i Catalogue of Life.